# Waldo’s People
Waldo’s People ist eine Eurodance-Gruppe aus Finnland mit dem Bandleader Waldo (eigentlich Marko Reijonen), der bereits Mitte der 1990er Jahre etliche Solosingles produzierte. Die Gruppe existiert seit 1998 und brachte 1998 und 2000 zwei Alben auf den Markt. Erst acht Jahre später meldete sich die Gruppe mit einem Greatest-Hits-Album zurück.

## Hintergrund
Die Band nahm 2009 bei der finnischen Vorausscheidung zum Eurovision Song Contest teil und entschied diese im Finale am 31. Januar 2009 mit 45,1 % der Stimmen für sich. Sie vertrat daher Finnland beim Eurovision Song Contest 2009 in Moskau mit dem Lied Lose Control. Im Vorfeld gab es Plagiatsvorwürfe, da die Melodie von Lose Control Ähnlichkeiten mit dem Refrain des 1984er-Hits Wouldn’t It Be Good von Nik Kershaw aufweist. Im ersten Halbfinale platzierte sich Waldo’s People zwar nur auf Platz 12, da aber der zehnte Qualifikationsplatz im Jahr 2009 von einer Jury bestimmt wurde und deren höchstgewertetes Land, das sich nicht unter den ersten neun Plätzen in der Televote-Abstimmung befindet, den zehnten Finalplatz erhält, konnte sie ihr Weiterkommen sichern. Im ESC-Finale belegte Waldo’s People beim Sieg des Norwegers Alexander Rybak den 25. und damit letzten Platz.

## Diskografie

### Alben
- 1998: Waldo’s People
- 2000: No Man’s Land
- 2008: Back Again – Greatest Hits
- 2009: Paranoid

### Singles
- Feel So Good
- 1998: U Drive Me Crazy
- 1998: I Dream
- 1998: Let’s Get Busy
- 2000: No Man’s Land
- 2000: 1000 Ways
- 2000: 1000 Ways (Remixes)
- 2000: Bounce (To the Rhythm Divine)
- 2008: Back Again
- 2008: Emperor’s Dawn
- 2009: Lose Control
- 2009: New Vibration